# Кузьминський заказник
Кузьми́нський зака́зник  — орнітологічний заказник місцевого значення в Україні. Розташований у межах Щиборівської сільської громади Хмельницького району Хмельницької області, між містом Красилів та селом Кузьмин. 
Площа 918,3 га. Статус надано 1996 року. Перебуває у віданні Щиборівської сільської ради. 
Статус надано з метою збереження водно-болотного комплексу — акваторії ставу та прибережних ділянок у заплаві річки Случ, які є місцем гніздування водоплавних птахів.